# Quismondo
Quismondo ist eine spanische Gemeinde  (municipio) in der Provinz Toledo der Autonomen Region Kastilien-La Mancha. 2024 hatte die Gemeinde 1.798 Einwohner. Die Gemeindefläche beträgt 15,43 km². 

## Lage
Quismondo liegt etwa 45 Kilometer nordwestlich von Toledo und etwa 75 Kilometer südwestlich von Madrid. Durch die Gemeinde führt die Autovía A-5. 

## Bevölkerungsentwicklung
| Jahr      | 1900  | 1910  | 1920  | 1930  | 1940  | 1950  | 1960  | 1970  | 1981  | 1991  | 2001  | 2011  | 2021  |
| --------- | ----- | ----- | ----- | ----- | ----- | ----- | ----- | ----- | ----- | ----- | ----- | ----- | ----- |
| Einwohner | 1.462 | 1.787 | 1.956 | 2.061 | 1.893 | 1.996 | 1.880 | 1.472 | 1.198 | 1.240 | 1.332 | 1.742 | 1.633 |

## Sehenswürdigkeiten
- Himmelfahrtskirche (Iglesia de Santa María Magdalena)
- Rochuskapelle
- Rathaus

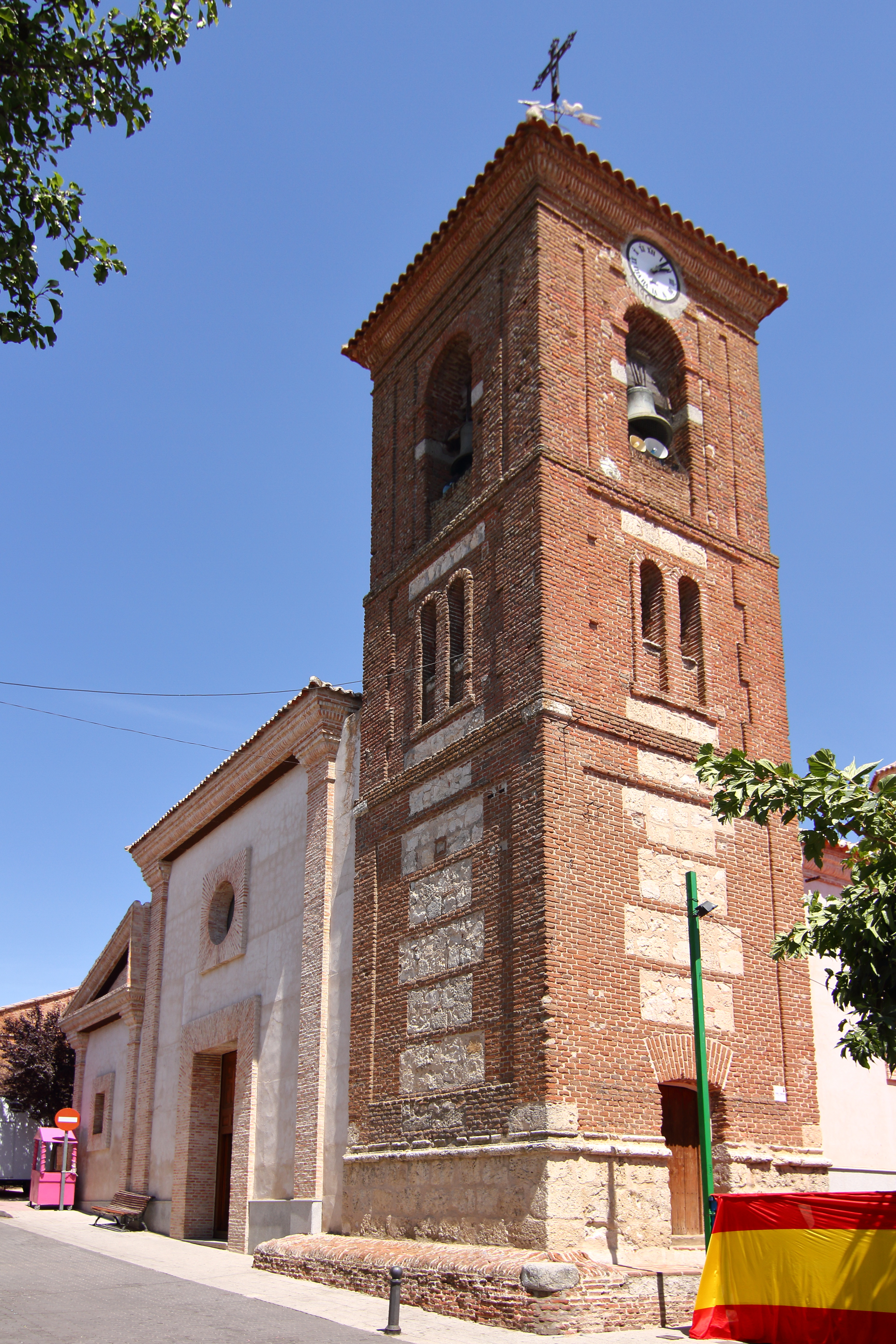
Himmelfahrtskirche
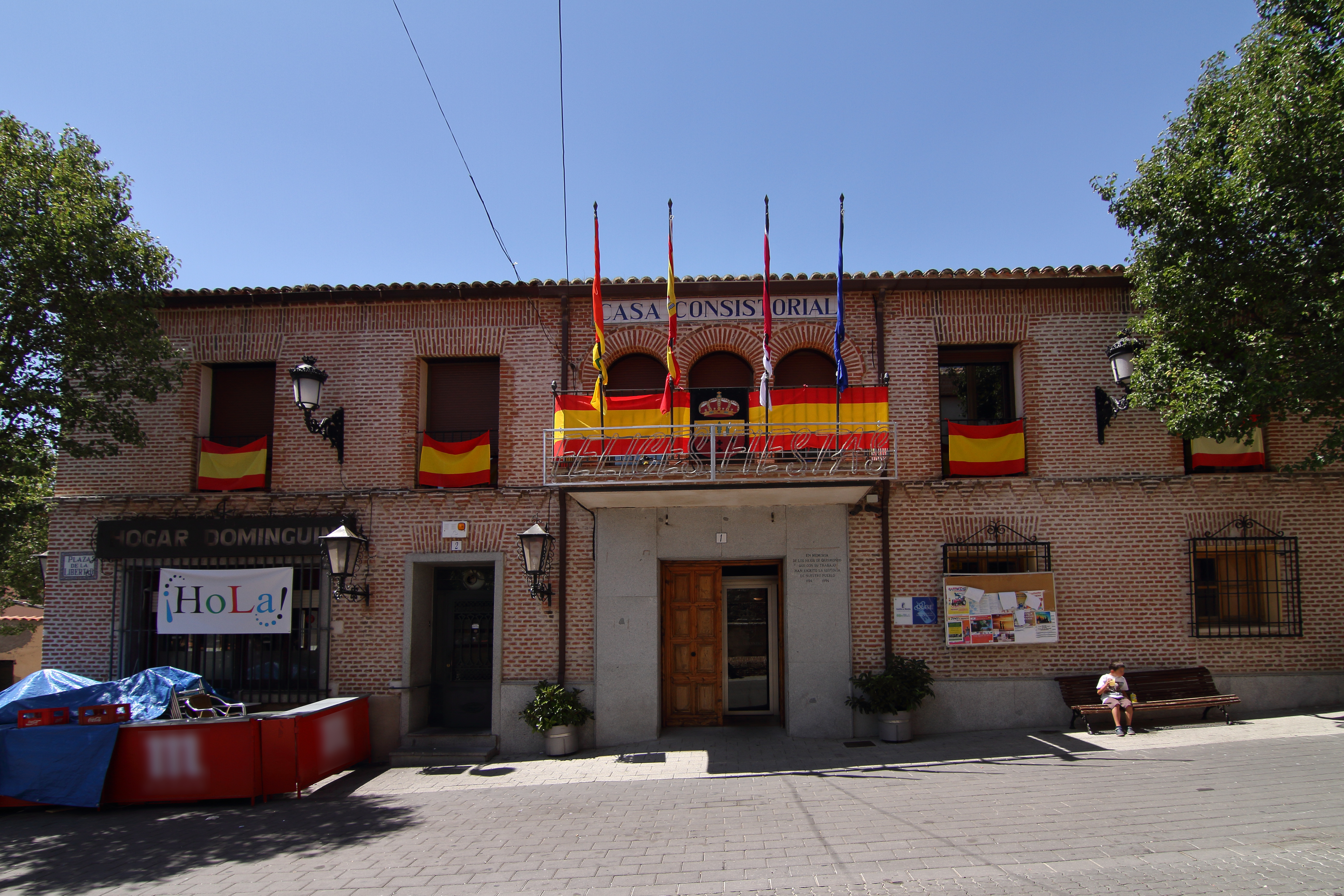
Rathaus